# Lézignan-la-Cèbe
Pour les articles homonymes, voir Lézignan.
Lézignan-la-Cèbe, en occitan Lesinhan la Ceba, est une commune française située dans le centre du département de l'Hérault, en région Occitanie.
Exposée à un climat méditerranéen, elle est drainée par l'Hérault, le ruisseau de Merderic, le ruisseau d'Ensigaud et par deux autres cours d'eau. 
Lézignan-la-Cèbe est une commune rurale qui compte 1 569 habitants en 2022, après avoir connu une forte hausse de la population depuis 1975. Elle fait partie de l'aire d'attraction de Pézenas. Ses habitants sont appelés les Lézignanais et Lézignanaises.
La commune est particulièrement célèbre dans les milieux de la préhistoire pour avoir livré des vestiges archéologiques datant d'environ 1,2 Ma (Acheuléen, Paléolithique inférieur).

## Géographie
Lézignan-la-Cèbe est un village situé dans la vallée de l'Hérault, à 3,5 km au nord de Pézenas. Le territoire est traversé par l'autoroute  A75 , avec une entrée-sortie no 59 à moins de 2 km au sud du village sur la commune de Pézenas.

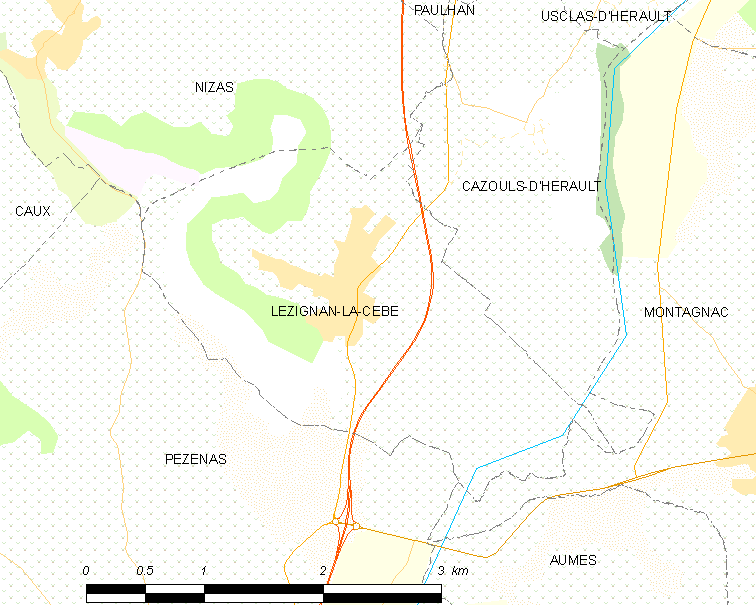
Carte

### Communes limitrophes
Lézignan-la-Cèbe est limitrophe avec quatre communes de l'Hérault.
| Nizas |                  | Cazouls-d'Hérault |
|       | Lézignan-la-Cèbe |                   |
|       | Pézenas          | Montagnac         |

### Climat
Pour des articles plus généraux, voir Climat de l'Occitanie et Climat de l'Hérault.
En 2010, le climat de la commune est de type climat méditerranéen franc, selon une étude s'appuyant sur une série de données couvrant la période 1971-2000. En 2020, Météo-France publie une typologie des climats de la France métropolitaine dans laquelle la commune est exposée à un climat méditerranéen et est dans la région climatique  Provence, Languedoc-Roussillon, caractérisée par une pluviométrie faible en été, un très bon ensoleillement (2 600 h/an), un été chaud (21,5 °C), un air très sec en été, sec en toutes saisons, des vents forts (fréquence de 40 à 50 % de vents > 5 m/s) et peu de brouillards.
Pour la période 1971-2000, la température annuelle moyenne est de 14,8 °C, avec une amplitude thermique annuelle de 16,2 °C. Le cumul annuel moyen de précipitations est de 645 mm, avec 5,8 jours de précipitations en janvier et 2,5 jours en juillet. Pour la période 1991-2020, la température moyenne annuelle observée sur la station météorologique la plus proche, située sur la commune de Tourbes à 7 km à vol d'oiseau, est de 15,2 °C et le cumul annuel moyen de précipitations est de 607,5 mm,. Pour l'avenir, les paramètres climatiques de la commune estimés pour 2050 selon différents scénarios d'émission de gaz à effet de serre sont consultables sur un site dédié publié par Météo-France en novembre 2022.

### Milieux naturels et biodiversité
Aucun espace naturel présentant un intérêt patrimonial n'est recensé sur la commune dans l'inventaire national du patrimoine naturel,,.

## Urbanisme

### Typologie
Au 1er janvier 2024, Lézignan-la-Cèbe est catégorisée bourg rural, selon la nouvelle grille communale de densité à sept niveaux définie par l'Insee en 2022.
Elle est située hors unité urbaine. Par ailleurs la commune fait partie de l'aire d'attraction de Pézenas, dont elle est une commune de la couronne,. Cette aire, qui regroupe 8 communes, est catégorisée dans les aires de moins de 50 000 habitants,.

### Occupation des sols
L'occupation des sols de la commune, telle qu'elle ressort de la base de données européenne d’occupation biophysique des sols Corine Land Cover (CLC), est marquée par l'importance des territoires agricoles (63,5 % en 2018), en diminution par rapport à 1990 (69 %). La répartition détaillée en 2018 est la suivante : 
cultures permanentes (61,2 %), milieux à végétation arbustive et/ou herbacée (15,9 %), forêts (10,6 %), zones urbanisées (9,8 %), zones agricoles hétérogènes (2,3 %), espaces verts artificialisés, non agricoles (0,2 %). L'évolution de l’occupation des sols de la commune et de ses infrastructures peut être observée sur les différentes représentations cartographiques du territoire : la carte de Cassini (XVIIIe siècle), la carte d'état-major (1820-1866) et les cartes ou photos aériennes de l'IGN pour la période actuelle (1950 à aujourd'hui).

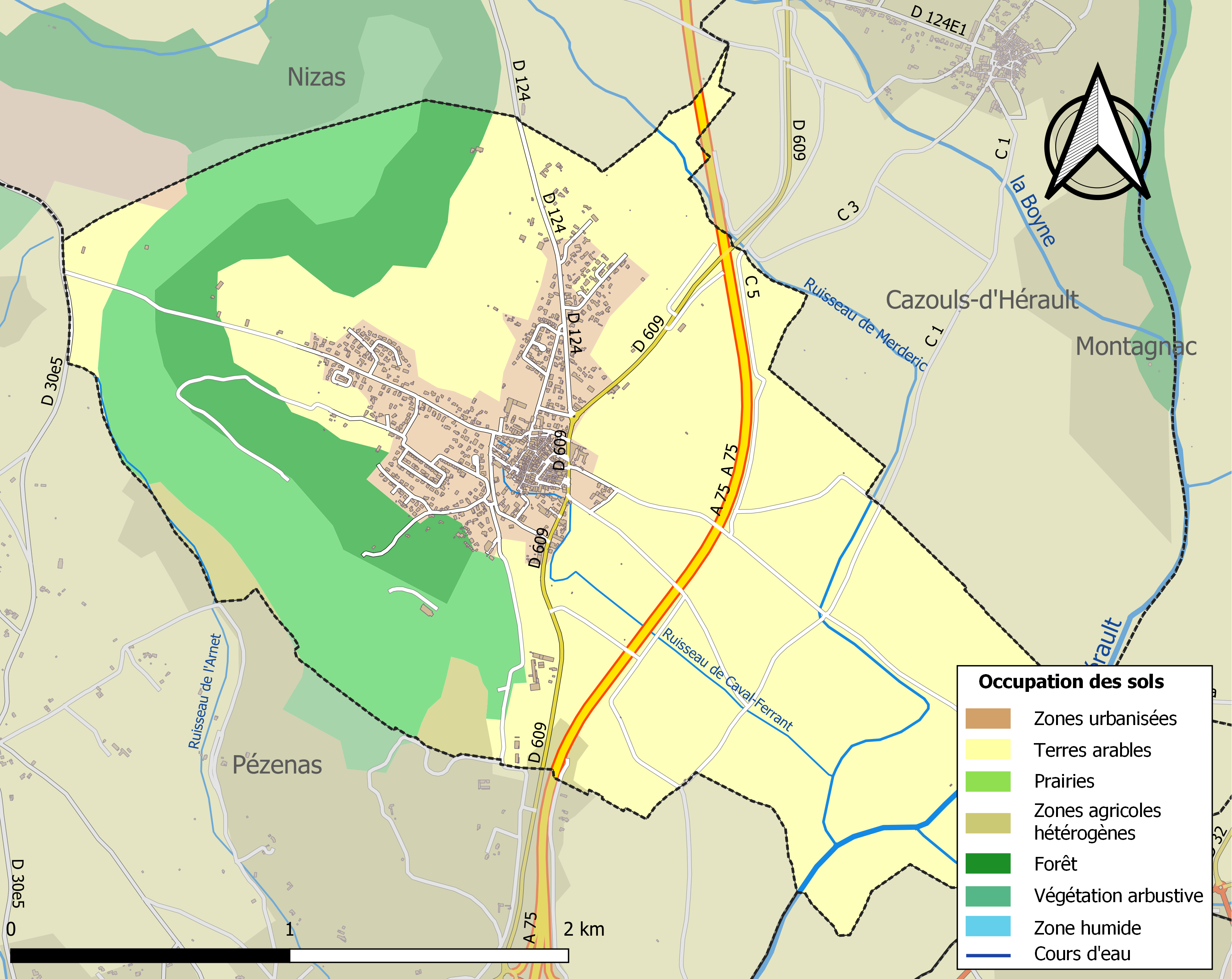
Carte des infrastructures et de l'occupation des sols de la commune en 2018 (CLC).

### Risques majeurs
Le territoire de la commune de Lézignan-la-Cèbe est vulnérable à différents aléas naturels : météorologiques (tempête, orage, neige, grand froid, canicule ou sécheresse), inondations et séisme (sismicité faible). Il est également exposé à deux risques technologiques,  le transport de matières dangereuses et la rupture d'un barrage. Un site publié par le BRGM permet d'évaluer simplement et rapidement les risques d'un bien localisé soit par son adresse soit par le numéro de sa parcelle.

#### Risques naturels
Certaines parties du territoire communal sont susceptibles d’être affectées par le risque d’inondation par débordement de cours d'eau, notamment l'Hérault. La commune a été reconnue en état de catastrophe naturelle au titre des dommages causés par les inondations et coulées de boue survenues en 1982, 1984, 1986, 1989, 1994, 1996, 1997, 2016 et 2019,.
Lézignan-la-Cèbe est exposée au risque de feu de forêt du fait de la présence sur son territoire. Un plan départemental de protection des forêts contre les incendies (PDPFCI) a été approuvé en juin 2013 et court jusqu'en 2022, où il doit être renouvelé. Les mesures individuelles de prévention contre les incendies sont précisées par deux arrêtés préfectoraux et s’appliquent dans les zones exposées aux incendies de forêt et à moins de 200 mètres de celles-ci. L’arrêté du 25 avril 2002 réglemente l'emploi du feu en interdisant notamment d’apporter du feu, de fumer et de jeter des mégots de cigarette dans les espaces sensibles et sur les voies qui les traversent sous peine de sanctions. L'arrêté du 11 mars 2013 rend le débroussaillement obligatoire, incombant au propriétaire ou ayant droit,.

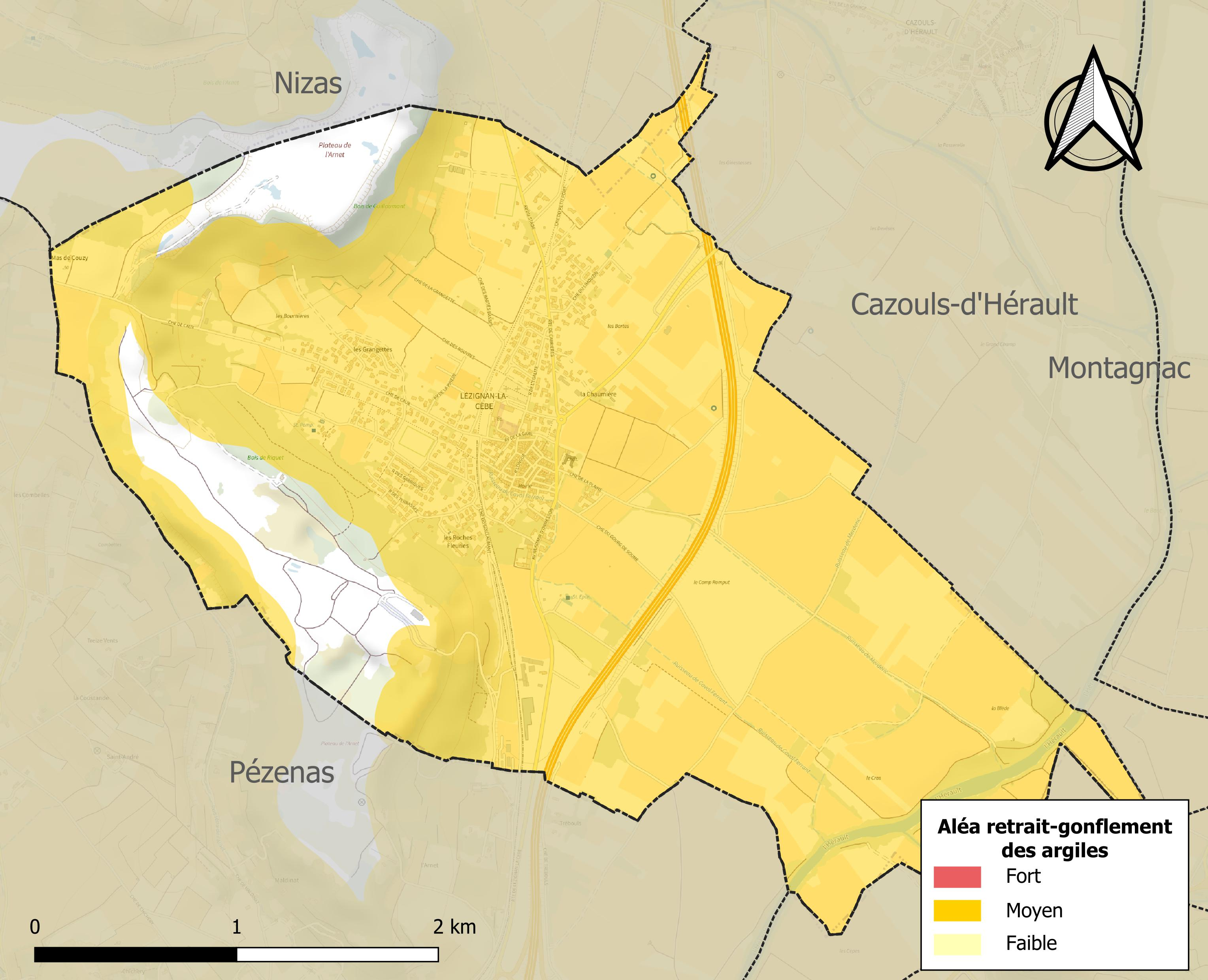
Carte des zones d'aléa retrait-gonflement des sols argileux de Lézignan-la-Cèbe.

Le retrait-gonflement des sols argileux est susceptible d'engendrer des dommages importants aux bâtiments en cas d’alternance de périodes de sécheresse et de pluie. 88,4 % de la superficie communale est en aléa moyen ou fort (59,3 % au niveau départemental et 48,5 % au niveau national). Sur les 680 bâtiments dénombrés sur la commune en 2019, 679 sont en aléa moyen ou fort, soit 100 %, à comparer aux 85 % au niveau départemental et 54 % au niveau national. Une cartographie de l'exposition du territoire national au retrait gonflement des sols argileux est disponible sur le site du BRGM,.
Par ailleurs, afin de mieux appréhender le risque d’affaissement de terrain, l'inventaire national des cavités souterraines permet de localiser celles situées sur la commune.

#### Risques technologiques
Le risque de transport de matières dangereuses sur la commune est lié à sa traversée par des infrastructures routières ou ferroviaires importantes ou la présence d'une canalisation de transport d'hydrocarbures. Un accident se produisant sur de telles infrastructures est susceptible d’avoir des effets graves sur les biens, les personnes ou l'environnement, selon la nature du matériau transporté. Des dispositions d’urbanisme peuvent être préconisées en conséquence.
La commune est en outre située en aval du Barrage du Salagou, un ouvrage de classe A sur le Salagou, mis en service en 1968 et disposant d'une retenue de 102 millions de mètres cubes. À ce titre elle est susceptible d’être touchée par l’onde de submersion consécutive à la rupture de cet ouvrage.

## Toponymie
Il existe différentes étymologies pour le mot Lézignan mais aucune n'est garantie :
- Ager Licini, « champ de Licinus » (patronyme romain). Il est plus que probable que les Romains avaient établi une colonie dans cette riche plaine de l'Hérault (1146 Livinianum charte Maffre avocat à Béziers) et que Licinus possédait cette partie du sol.
- Quelques auteurs font dériver Lezignan de Campus Lucinioe, « champs de rossignol » ou de Sepes Lucinix d'où Luscinia Sepes « mari du rossignol », d'autres de Coeppa ou Coepe, « oignon » à cause de la culture de l'oignon dont les habitants font un grand commerce (1497 Loci de lezignano Coepoe 1497 Archives d'Uscla d'Herault). « Cèbe » est la transcription de l'occitan ceba qui signifie « oignon ». Cette dernière étymologie est la plus vraisemblable.

Le mot Lézignan figure jusqu'au XVe siècle ; c'est après cette époque que l'on ajouta la seconde partie.

## Histoire

### Préhistoire
En aout 2008, des galets aménagés de quartzite et de basalte et des silex taillés par des humains datant du Pléistocène inférieur ont été mis au jour sur le site du Bois-de-Riquet, à Lézignan-la-Cèbe, par une équipe mixte composée de chercheurs du CNRS et du Muséum national d'histoire naturelle,. Le site est localisé sur une coulée volcanique de basalte venue du nord-ouest, exploitée à l'époque contemporaine en carrière de basalte.
Quinze ans plus tôt, des restes fossilisés d'animaux avaient déjà été découverts sur le site. Lors de la campagne 2008, en ne fouillant que 5 m² sur 20 centimètres d'épaisseur, le site a livré plus de 400 restes d'une faune villafranchienne - fin du Tertiaire (Pliocène final) et début du Quaternaire (Pléistocène initial) - appartenant à une vingtaine de taxons de vertébrés (bovidés, équidés, cervidés, rongeurs, carnivores, reptiles dont une nouvelle espèce de tortue, oiseaux et semble-t-il un mammouth…). Ces vestiges permettent de connaitre le paléoenvironnement de la région.
23 outils datant du Paléolithique inférieur ont également été mis au jour. Protégés par une couche de lave volcanique, ils attestent de l'activité d'humains anciens dans cette partie de l'Europe occidentale. Datés d'environ 1,2 million d'années, ces outils s'inscrivent parmi les premiers vestiges lithiques produits par des hommes en Europe. La présence dans une même couche d'outils lithiques et de fossiles d'animaux identifiables est rare pour une époque aussi reculée : le site s'ajoute notamment à Pirro Nord, dans la commune d'Apricena en Italie (1,5 million d'années) et Kozarnika en Bulgarie (1,5 million d'années). L'espèce humaine à l'origine des outils n'est pas déterminée.

### Moyen-Âge

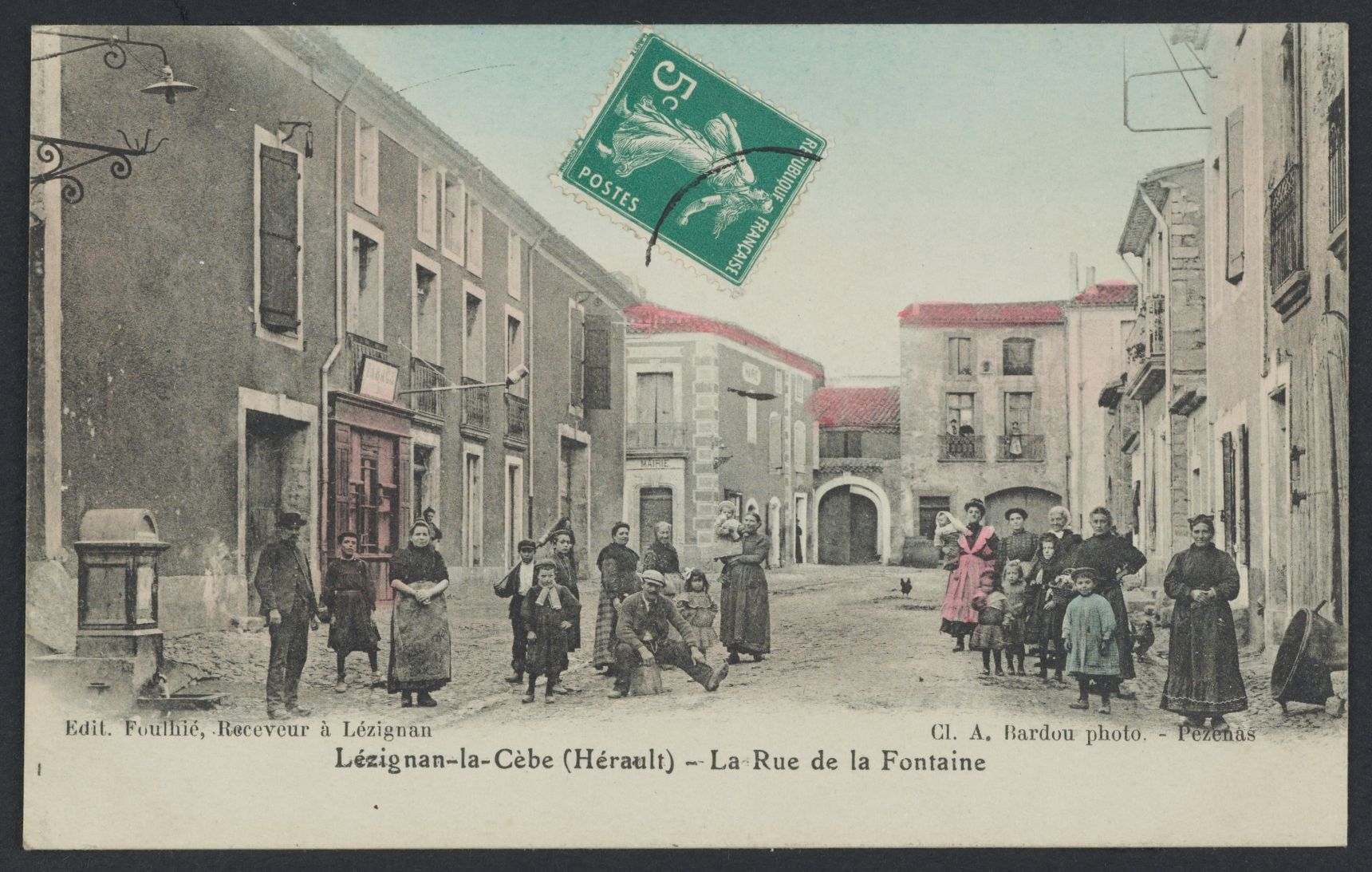
Carte postale de la rue de la Fontaine (1914)

Les premières mentions du village de Lézignan-la-Cèbe datent du XIe siècle dans le cartulaire de la cathédrale de Béziers puis en
- 1185 : Lodezanum dans le Livre noir (S8 Ve) ;
- 1088 : Castrum.....Lezignani, mention du château dans une charte de la cathédrale de Béziers (Livre Noir, p. 291) ;
- 1310 : de lozanis dans le cartulaire de Maguelonne, p. 59 ;
- 1460 : Lezignan Coepe ;
- 1518 : Lezignan Cepe ;
- 1615 : Lezignan de las Cebes ;
- 1649 : Lezignan de las cebes ;
- 1688 : Lezignan de la cèbe.

#### Fiefs et seigneurs de Lézignan
Les Templiers de Pézenas possédaient le fief de Lézignan puis après la suppression de l'ordre ce furent les Chevaliers de Saint-Jean de Jérusalem jusqu'à la Révolution française.
- 899  Étienne
- 1065 Alcher
- 1098 Rodger

Depuis cette époque jusqu'à la fin du XVIe siècle, il n'y aura plus de seigneur laïque. Les familles de Ribes et de Carrion possédaient un fief en indivis et étaient co-seigneurs de Lesignan, Article du Compoix de 1643 où M. de Ribes et M. le vicomte de Paulin sont portés pour allivrement de 330 livres 6 sous 10 deniers, montant des terres de leur domaine promises à la taille.

#### Chronique des seigneurs de Lézignan
- Stephanus de Liziniano (Étienne de Lézignan) reçoit en don le château de Lezignan du roi Charles le Simple en 899.
- Alcherius de Liziniano (Alcher de Lézignan) mentionné en 1065 dans un accord avec le seigneur de Cabrieres.
- Rodgerius de Leziniano (Roger de Lézignan) mentionné en 1098 dans une transaction avec le seigneur de Cabrières.
- Seigneurs laïques
  - Famille de Ribes (M. de Ribes sur un acte de 1690)
  - Pierre de Ribes, seigneur de Lézignan. Parrain avec Mlle de Fabregues de Pézenas. Décédé à Montpellier, inhumé dans l'église de Lézignan-la-Cèbe devant le grand autel le 16 X 1624
  - François de Ribes, fils de Pierre. Parrain avec demoiselle de Ribes, sa tante en 1617.
  - Jehan de Lezignan, de Ribes (Louis). Parrain avec Mlle Antoinette de Miremont en 1637, épouse le 15 novembre 1649 dame Antoinette de Caylus, de Narbonne fille de Narbonne de Caylus, seigneur de Faugères, chef des Huguenots en Languedoc, décédé en 1706. Avant de se marier Antoinette de Caylus fait confession de foi et renonce à l'hérésie entre les mains du père Yves, prédicateur de Lézignan.
  - Jean Louis de Ribes, co-seigneur de Lézignan, maire en 1706, épouse en 1706 Françoise de Perret (ou Perac)
  - Jean de Ribes, époux de Suzanne de Cayrol, eut quatre enfants, Henry qui lui succéda, Gaspard, François-Antoine et Jean.
  - Jacques de Ribes, mort le 28 octobre 1719 à 65 ans.
  - Henry de Ribes fils de Jean épouse dame Antoinette Des Plans. Son frère Gaspard de Ribes s'intitule chevalier de Lézignan, il était capitaine dans le régiment de Choiseul, chevalier de Saint-Louis, décédé au château le 14 avril 1739 à 48 ans. Un autre frère François était avocat au parlement, citoyen de Béziers.
  - André de Ribes. Signe André de Lézignan co-seigneur de ce lieu. Épouse Marguerite de Rigal, de Clermont-Lodève dont il a quatre enfants :
    - Henry né en 1754 /+ 1768 à 14 ans,
    - André né en 1760/+ 1765,
    - Gabrielle de Ribes de Lézignan, mariée le 21 janvier 1776 avec messire Saigner de Ribes, conseiller correcteur en la Cour des actes de Montpellier fils de Jean de Ribes (secrétaire du roi en la Grande Chancellerie, résidant à Mèze) et de Anne Martin.
    - Jean de Ribes qui lui succède. Marguerite de Ribes est co-seigneur pendant la minorité de son fils.

  - Jean de Ribes, seigneur au moment de la Révolution.
  - Henry Carrion, marquis de Nizas, épouse le 20 février 1712 Gabrielle de Murviel, fille de Jean Louis baron de Murviel
  - Henry François de Carrion, co-seigneur de Lézignan-la-Cebe, seigneur de Cazouls. Épouse Victoire Emerentine de La Croix de Candillargues, veuve Emerentine de Castries de Candillargues (cf Cazouls d'Hérault registres). Blessé à la bataille de Fontenoy, il quitte l'armée et meurt.
  - Dame Victoire Emerentine de la Croix de Castries de Candillargues. Co-seigneuresse de Lézignan pendant la minorité de son fils.
  - Marie François Elisabeth de Carrion de Nizas d'Espagne, vicomte de Paulin, né au château de Lézignan le 14 mars 1767, 1er maire après la Révolution, élu en 1790.

#### Chronique des Viguiers et Baillis connus de Lézignan-la-Cèbe
Viguiers
- 1305 	de Montpezat
- 1455	de Murats
- 1520	de Mandols
- 1599	Pierre d'Astuge
- 1615	Pons
- 1640 	Bertrand Pons
- Jehan Liguier, viguier de Saint-Jean de Jérusalem figure comme juge dans un jugement en 1648.
- 1653	Jean Puel
- 1690	Jean Laporte
- 1695	Jacques Puel

Baillis de M. de Ribes
- 1615	Pierre Figairolles
- 1627	Jacques Descamps, décès de son humble femme Jehanne de Cruzy, Baillesse.
- 1638	Pierre Mestre
- 1680	Jacques Puel
- 1705	Bernard Fourestier

Baillis de M. de Carrion
- 1616	François de Jehan (décès de la femme Clairette Arnailhe, baillesse)
- 1623	Jehan Puel
- 1639	Pierre Puel
- 1690	Jacques Puel
- 1735	Jules Fourestier
- 1745	Jean Fourestier
- 1760	Jacques Puel

Procureurs juridictionnels de Lézignan-la-Cèbe
- 1622	Cyprien Aliman procureur le commandeur seigneur du lieu, + 1622
- 1645	Aliman
- 1670	Jean Puel Procureur pour les deux justices laïques
- 1692	Raymond Fabre	Procureur pour les deux justices laïques
- 1740	Fabre		Procureur pour les deux justices laïques

### Révolution française
Lors de la Révolution française, les citoyens de la commune se réunissent au sein de la société révolutionnaire, baptisée « société populaire » et créée en 1791.

## Politique et administration
| Période | Période  | Identité         | Étiquette | Qualité                                 |
| ------- | -------- | ---------------- | --------- | --------------------------------------- |
| 1944    | 1945     | Maurice Rouanet  |           | Président du Comité local de Libération |
| 1945    | 1971     | Étienne Costa    |           |                                         |
| 1971    | 2008     | Jean-Louis Pagès |           |                                         |
| 2008    | 2014     | Jean-Noël Landry |           |                                         |
| 2014    | En cours | Rémi Bouyala     | DVG       | Retraité                                |

### Budget et fiscalité 2016
En 2016, le budget de la commune était constitué ainsi :
- total des produits de fonctionnement : 1 175 000 €, soit 762 € par habitant ;
- total des charges de fonctionnement : 1 035 000 €, soit 671 € par habitant ;
- total des ressources d’investissement : 416 000 €, soit 270 € par habitant ;
- total des emplois d’investissement : 321 000 €, soit 208 € par habitant.
- endettement : 652 000 €, soit 423 € par habitant.

Avec les taux de fiscalité suivants :
- taxe d’habitation : 12,80 % ;
- taxe foncière sur les propriétés bâties : 17,80 % ;
- taxe foncière sur les propriétés non bâties : 75,05 % ;
- taxe additionnelle à la taxe foncière sur les propriétés non bâties : 0,00 % ;
- cotisation foncière des entreprises : 0,00 %.

Chiffres clés Revenus et pauvreté des ménages en 2014 : Médiane en 2014 du revenu disponible, par unité de consommation : 17 052 €.

## Démographie
De 1701 à 1750, la paroisse compte 744 naissances et 424 décès, pour arriver à 670 âmes.
| 1324                            | 1393                            | 1650                            | 1693                            | 1709                            | 1761                      |
| ------------------------------- | ------------------------------- | ------------------------------- | ------------------------------- | ------------------------------- | ------------------------- |
| 69 feux (environ 330 habitants) | 47 feux (environ 220 habitants) | 70 feux (environ 330 habitants) | 85 feux (environ 400 habitants) | 90 feux (environ 430 habitants) | 104 feux et 493 habitants |

Au dernier recensement, la commune comptait 1569 habitants.
| 1793 | 1800 | 1806 | 1821 | 1831 | 1836 | 1841 | 1846 | 1851 |
| ---- | ---- | ---- | ---- | ---- | ---- | ---- | ---- | ---- |
| 512  | 527  | 613  | 749  | 648  | 656  | 644  | 661  | 663  |

| 1856 | 1861 | 1866 | 1872 | 1876 | 1881 | 1886 | 1891 | 1896 |
| ---- | ---- | ---- | ---- | ---- | ---- | ---- | ---- | ---- |
| 632  | 648  | 692  | 701  | 758  | 743  | 788  | 818  | 859  |

| 1901 | 1906 | 1911 | 1921 | 1926 | 1931 | 1936 | 1946 | 1954 |
| ---- | ---- | ---- | ---- | ---- | ---- | ---- | ---- | ---- |
| 876  | 865  | 858  | 926  | 954  | 967  | 922  | 736  | 747  |

| 1962 | 1968 | 1975 | 1982 | 1990 | 1999  | 2006  | 2011  | 2016  |
| ---- | ---- | ---- | ---- | ---- | ----- | ----- | ----- | ----- |
| 767  | 736  | 712  | 838  | 977  | 1 013 | 1 184 | 1 484 | 1 546 |

| 2021  | 2022  | - | - | - | - | - | - | - |
| ----- | ----- | - | - | - | - | - | - | - |
| 1 568 | 1 569 | - | - | - | - | - | - | - |

## Économie

### Revenus
En 2018, la commune compte 648 ménages fiscaux, regroupant 1 548 personnes. La médiane du revenu disponible par unité de consommation est de 19 830 € (20 330 € dans le département).

### Emploi
|                | 2008   | 2013   | 2018 |
| -------------- | ------ | ------ | ---- |
| Commune        | 15,9 % | 12,2 % | 14 % |
| Département    | 10,1 % | 11,9 % | 12 % |
| France entière | 8,3 %  | 10 %   | 10 % |

En 2018, la population âgée de 15 à 64 ans s'élève à 936 personnes, parmi lesquelles on compte 73,7 % d'actifs (59,7 % ayant un emploi et 14 % de chômeurs) et 26,3 % d'inactifs,. Depuis 2008, le taux de chômage communal (au sens du recensement) des 15-64 ans est supérieur à celui de la France et du département.
La commune fait partie de la couronne de l'aire d'attraction de Pézenas, du fait qu'au moins 15 % des actifs travaillent dans le pôle,. Elle compte 207 emplois en 2018, contre 193 en 2013 et 199 en 2008. Le nombre d'actifs ayant un emploi résidant dans la commune est de 562, soit un indicateur de concentration d'emploi de 36,8 % et un taux d'activité parmi les 15 ans ou plus de 56,4 %.
Sur ces 562 actifs de 15 ans ou plus ayant un emploi, 119 travaillent dans la commune, soit 21 % des habitants. Pour se rendre au travail, 86,9 % des habitants utilisent un véhicule personnel ou de fonction à quatre roues, 1,6 % les transports en commun, 5,7 % s'y rendent en deux-roues, à vélo ou à pied et 5,7 % n'ont pas besoin de transport (travail au domicile).

### Activités hors agriculture

#### Secteurs d'activités
109 établissements sont implantés  à Lézignan-la-Cèbe au 31 décembre 2019. Le tableau ci-dessous en détaille le nombre par secteur d'activité et compare les ratios avec ceux du département,.
| Secteur d'activité                                                                                        | Commune | Commune | Département |
| Secteur d'activité                                                                                        | Nombre  | %       | %           |
| --- | ------- | ------- | ----------- |
| Ensemble                                                                                                  | 109     | 100 %   | (100 %)     |
| Industrie manufacturière, industries extractives et autres                                                | 8       | 7,3 %   | (6,7 %)     |
| Construction                                                                                              | 25      | 22,9 %  | (14,1 %)    |
| Commerce de gros et de détail, transports, hébergement et restauration                                    | 45      | 41,3 %  | (28 %)      |
| Information et communication                                                                              | 4       | 3,7 %   | (3,3 %)     |
| Activités financières et d'assurance                                                                      | 2       | 1,8 %   | (3,2 %)     |
| Activités immobilières                                                                                    | 2       | 1,8 %   | (5,3 %)     |
| Activités spécialisées, scientifiques et techniques et activités de services administratifs et de soutien | 8       | 7,3 %   | (17,1 %)    |
| Administration publique, enseignement, santé humaine et action sociale                                    | 7       | 6,4 %   | (14,2 %)    |
| Autres activités de services                                                                              | 8       | 7,3 %   | (8,1 %)     |

Le secteur du commerce de gros et de détail, des transports, de l'hébergement et de la restauration est prépondérant sur la commune puisqu'il représente 41,3 % du nombre total d'établissements de la commune (45 sur les 109 entreprises implantées  à Lézignan-la-Cèbe), contre 28 % au niveau départemental.

#### Entreprises et commerces
Les cinq entreprises ayant leur siège social sur le territoire communal qui génèrent le plus de chiffre d'affaires en 2020 sont : 
- Societe Des Travaux Publics Du Sud Ouest - Tpso, construction de routes et autoroutes (26 425 k€)
- Primeur Du Sud, commerce de détail alimentaire sur éventaires et marchés (268 k€)
- Elec Lezignanaise, travaux d'installation électrique dans tous locaux (128 k€)
- Taxi Francois Sarniguet - TSF, transports de voyageurs par taxis (118 k€)
- Pharmacase.pro, vente à domicile (37 k€)

### Agriculture
La commune est dans la « Plaine viticole », une petite région agricole occupant la bande côtière du département de l'Hérault. En 2020, l'orientation technico-économique de l'agriculture  sur la commune est la viticulture.
|               | 1988 | 2000 | 2010 | 2020 |
| ------------- | ---- | ---- | ---- | ---- |
| Exploitations | 84   | 41   | 18   | 16   |
| SAU (ha)      | 379  | 330  | 155  | 211  |

Le nombre d'exploitations agricoles en activité et ayant leur siège dans la commune est passé de 84 lors du recensement agricole de 1988  à 41 en 2000 puis à 18 en 2010 et enfin à 16 en 2020, soit une baisse de 81 % en 32 ans. Le même mouvement est observé à l'échelle du département qui a perdu pendant cette période 67 % de ses exploitations,. La surface agricole utilisée sur la commune a également diminué, passant de 379 ha en 1988 à 211 ha en 2020. Parallèlement la surface agricole utilisée moyenne par exploitation a augmenté, passant de 5 à 13 ha.

## Culture locale et patrimoine

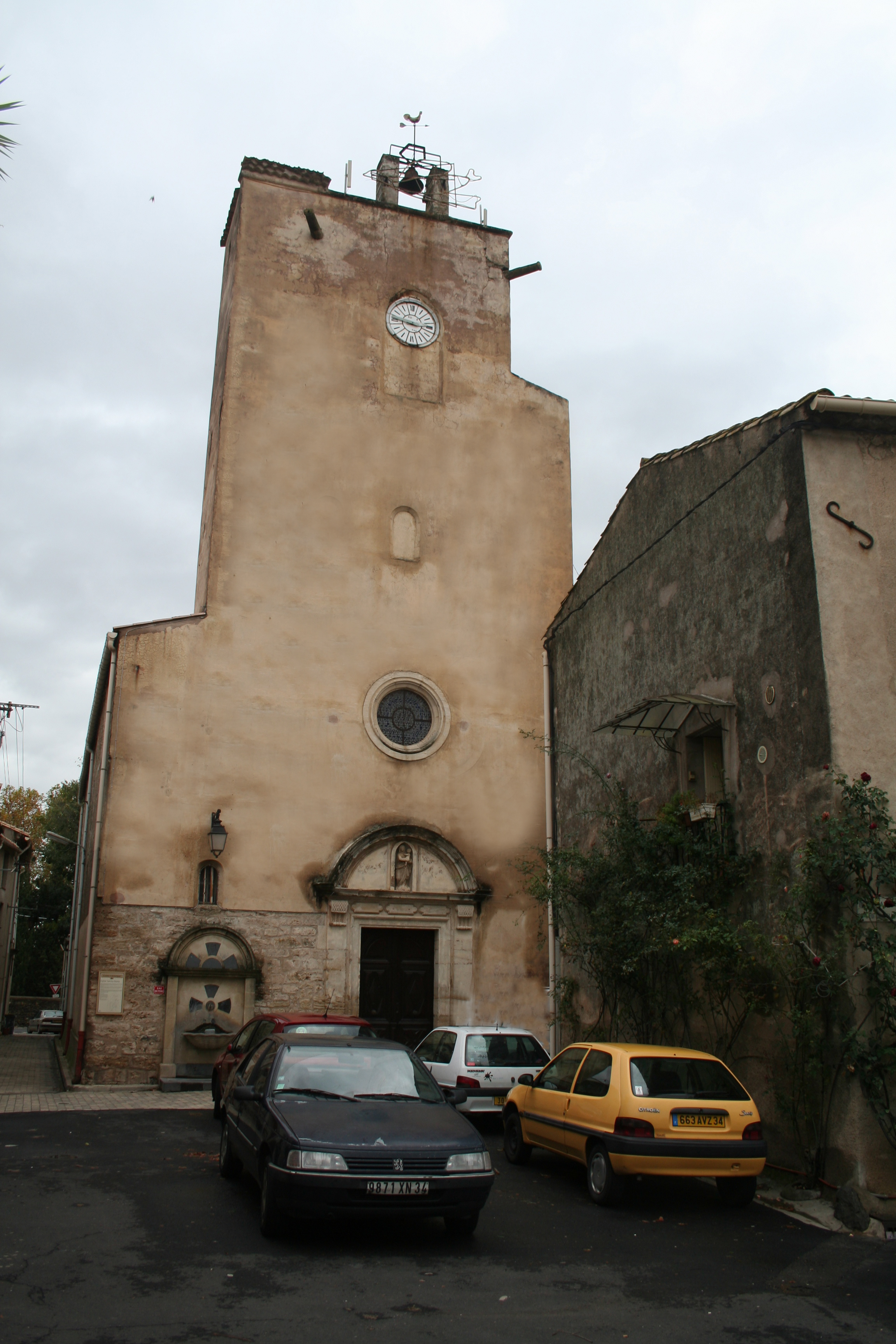
Église Notre-Dame de Lézignan-la-Cèbe

### Monuments et lieux touristiques

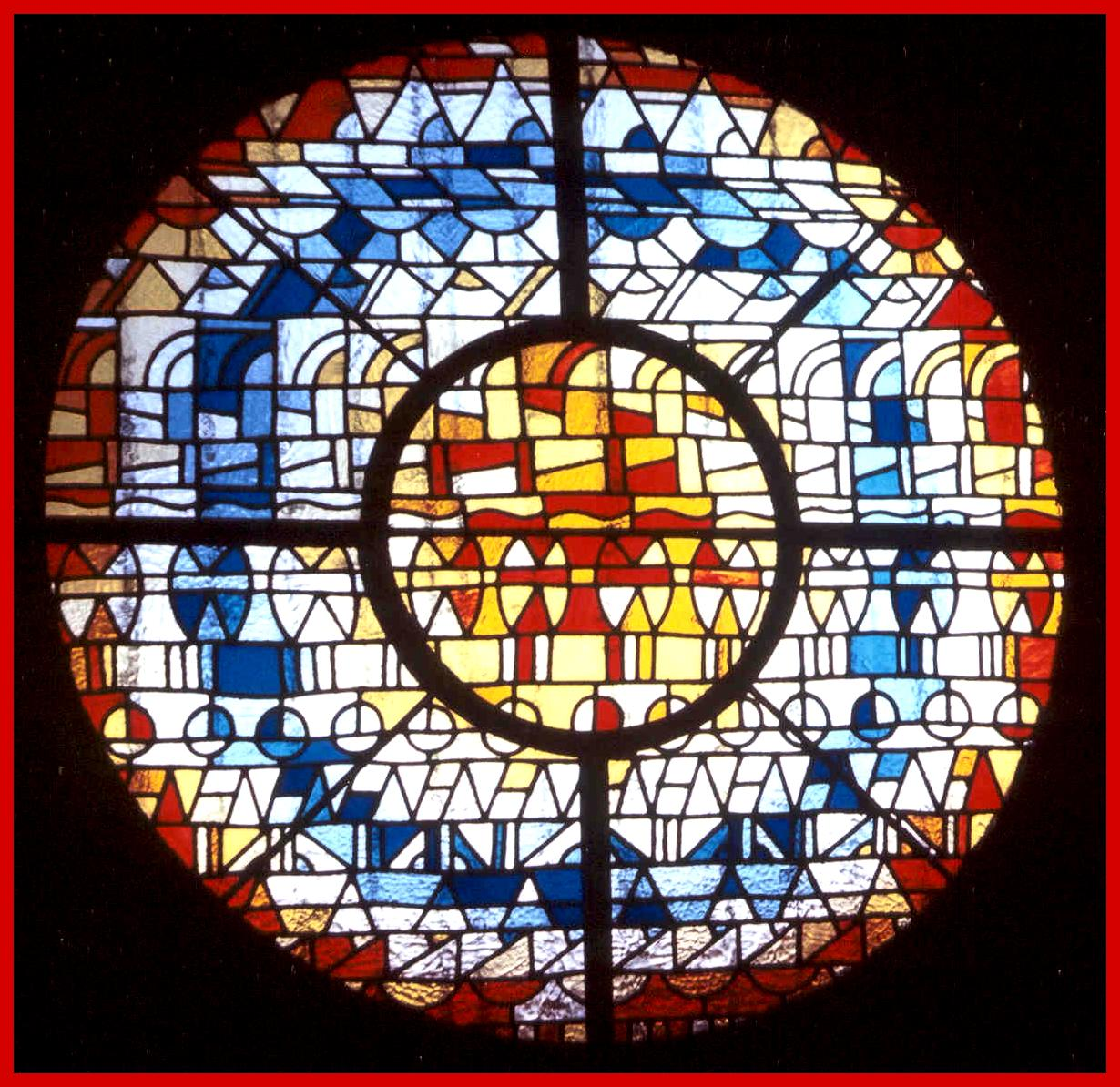
Rosace de l'église Notre-Dame par l'artiste verrier [http://www.vitrail-architecture.com Carlo Roccella

- Église de l'Assomption-de-Notre-Dame de Lézignan-la-Cèbe (l'église médiévale a été reconstruite après les guerres de Religion). Les cloches sont de 1694[35]  et 1750[36].
- Monument aux morts de la guerre de 1914-1918[37].
- Vestiges de fortifications médiévales.
- Le château des Ribes est construit en 1617 par la veuve d’Henri II de Montmorency, décapité à Toulouse en 1632 pour s'être rebellé contre le roi.

Le château et les terres de Lézignan furent acquis aux Ribes en 1757 par le marquis de Carrion-Nisas d’Espagne, fils d'Henri de Carrion Nisas, lieutenant des armées du roi en Languedoc et baron des États du Languedoc ; descendant des infants de Carrion d'Espagne et de Don Rodrigue Diaz de Bivar, bien connu sous le nom du "Cid Campeador".
Yseulte, baronne de La Guéronnière, née Carrion-Nizas d’Espagne et dernière du nom, était la grand-mère maternelle de l’académicien et diplomate Wladimir, comte d’Ormesson qui en hérita. Depuis le domaine appartient aux Ormesson.

### Héraldique

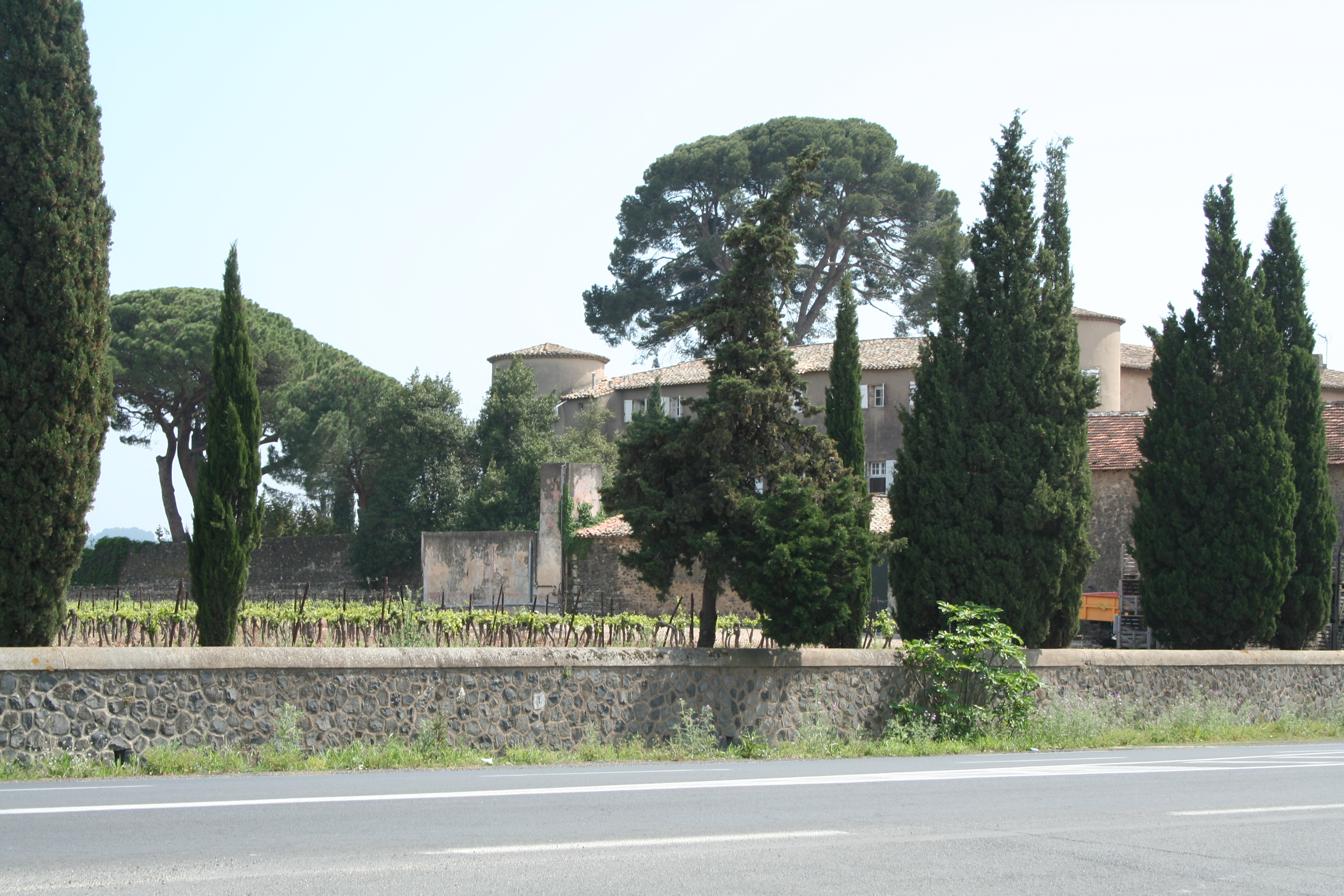
Château de Lézignan-la-Cèbe

|  | Les armoiries de Lézignan-la-Cèbe se blasonnent ainsi : D'argent, au pairle losangé d'or et d'azur. |

### Personnalités liées à la commune
- Henri de Carrion-Nizas (1661-1754)
- Henri de Carrion-Nizas (1767-1841)
- Antoine de Carrion-Nizas
- Wladimir d'Ormesson
- Olivier d'Ormesson